# شتيفان بوش
ستيفان بوستش (بالألمانية: Stefan Posch)‏ (14 مايو 1997 بيودنبورغ في النمسا - ) هو لاعب كرة قدم نمساوي في مركز الدفاع.

## وصلات خارجية
- شتيفان بوش على موقع الاتحاد الأوربي (الإنجليزية)
- شتيفان بوش على موقع قاعدة بيانات كرة القدم.إي يو (الإنجليزية)
- شتيفان بوش على موقع ناشيونال فوتبول تيمز (الإنجليزية)
- شتيفان بوش على موقع Soccerway.com (الإنجليزية)
- شتيفان بوش على موقع عالم كرة القدم.نت (الإنجليزية)